# Cris Peter

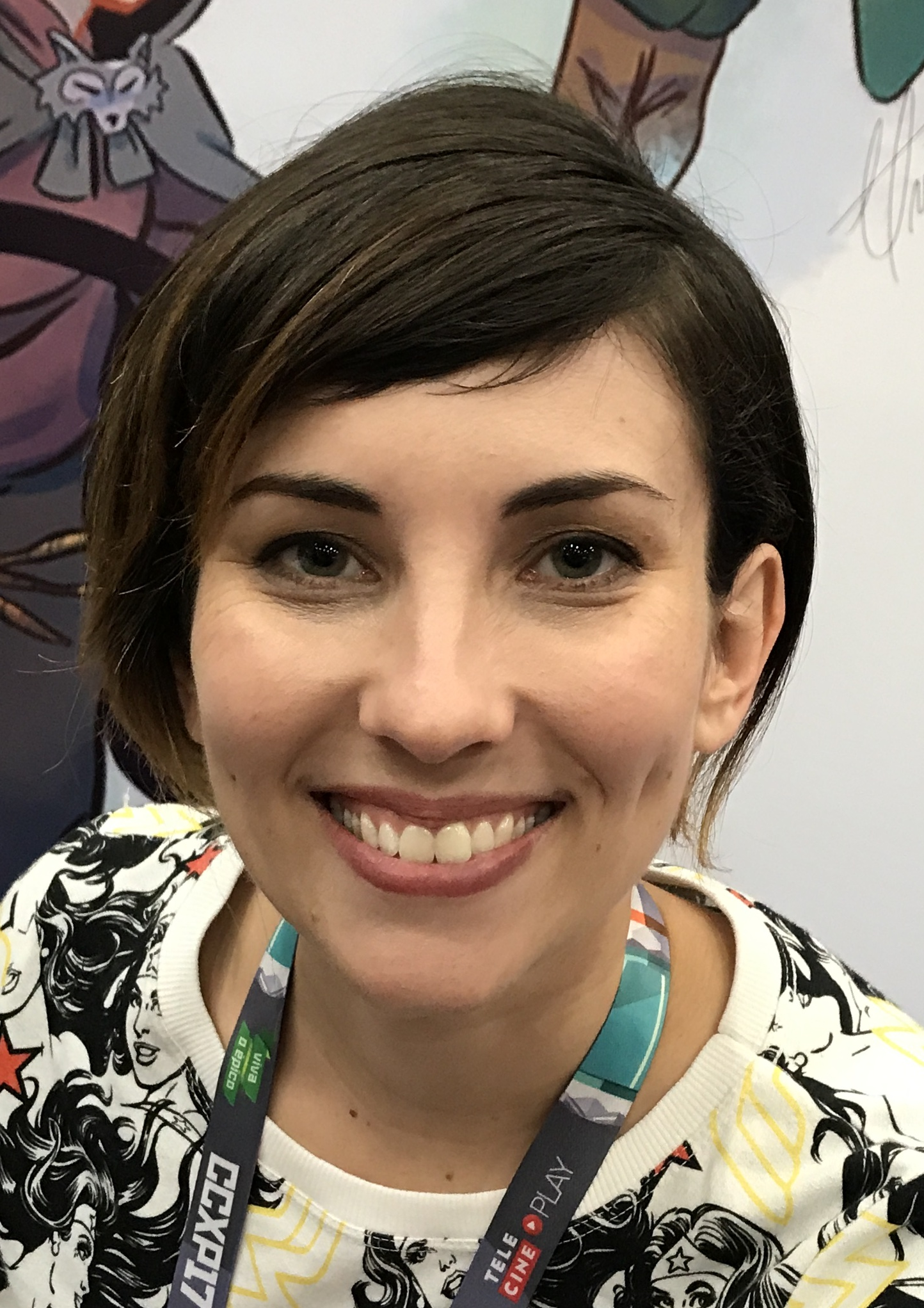
Cris Peter auf der Comic Con Experience 2017

Cris Peter (* 15. Juni 1983 in Porto Alegre) ist eine brasilianische Coloristin.
Sie arbeitet hauptsächlich auf dem amerikanischen Comicmarkt für Verlage wie DC Comics und Marvel Comics. Sie wurde für den Eisner Award für ihre Farben in der Comicserien Casanova nominiert. Sie machte auch die Farben wichtiger brasilianischer Comics, wie Astronauta – Magnetar (mit Danilo Beyruth, veröffentlicht von Panini Comics) und Petals (mit Gustavo Borges, veröffentlicht von Marsupial Editora). Im Jahr 2013 veröffentlichte sie das theoretische Buch O Uso das Cores (Der Gebrauch der Farben), erschienen bei Marsupial Editora. Sie gewann den Troféu HQ Mix 2016 und 2017 in der Kategorie „Best Colorist“. 2016 erhielt sie den British Fantasy Award für Bitch Planet (gemeinsam mit Valentine De Landro, Robert Wilson IV & Kelly Sue DeConnick).